# Glenognatha mira
Glenognatha mira är en spindelart som beskrevs av Bryant 1945. Glenognatha mira ingår i släktet Glenognatha och familjen käkspindlar. Inga underarter finns listade i Catalogue of Life.